# Brinay (Cher)
Brinay é uma comuna francesa na região administrativa do Centro, no departamento Cher. Estende-se por uma área de 28,74 km². Em 2010 a comuna tinha 524 habitantes (densidade: 18,2 hab./km²).